# پارادوکس نیوکامب
پارادوکس نیوکامب (به انگلیسی: Newcomb's paradox) یا مسئلهٔ نیوکامب، یک آزمایش فکری است دربارهٔ بازیِ بینِ دو نفر که یکی از آن‌ها می‌تواند آینده را پیش‌بینی کند. این‌که این مسئله را واقعاً می‌توان یک پارادوکس نامید، موردِ بحث است و از سویِ برخی از فیلسوفان با تردید نگریسته شده است.

پارادوکسِ نیوکامب، توسطِ ویلیام نیوکامب، از دانشگاه کالیفرنیا طراحی شده است. اگرچه شهرتِ آن در بینِ جامعهٔ فلسفی، مرهونِ تحلیلی است که رابرت نوزیک از آن ارائه داد و در سال ۱۹۶۹ به چاپ رسانید.

## مسئله
فردی بازی‌ای را انجام می‌دهد که نتیجهٔ آن تحتِ تاثیرِ پیشگو است، موجودی که به نوعی نامعلوم آموزش دیده تا رفتارِ مردم را پیش‌بینی کند. ماهیتِ دقیقِ این پیشگو، در روایت‌هایِ مختلفی که از مسئله می‌شود، با هم فرق می‌کند. برخی می‌گویند این پیشگو، به این دلیل شناخته‌شده است که هیچ‌گاه اشتباهی از او سر نمی‌زند و کاملاً خطاناپذیر است. برخی دیگر فرض می‌کنند که پیشگو، می‌تواند میزانِ کمی خطا نیز داشته باشد. این پیشگو می‌تواند یک موجودِ فراهوشمندِ فضایی، کامپیوتری که مغزِ بازیکن‌ها را آنالیز می‌کند یا نوعی قدرتِ ماوراییِ دیگر باشد. اگرچه در روایتِ اصلی‌ای که نوزیک آن را تعریف می‌کند، او می‌گوید که پیش‌بینیِ پیشگو "تاحدِ زیادی حتمی" است.

به بازیکنِ این بازی، دو جعبه داده می‌شود. جعبهٔ A و جعبهٔ B. او دو حق انتخاب بیشتر ندارد:
- یا هر دو جعبه را با هم بردارد،
- یا تنها جعبهٔ B را انتخاب کند.
جعبهٔ A، همیشه ۱۰۰۰ دلار پولِ نقد دارد، اما محتویِ جعبهٔ B، این‌گونه تعیین می‌شود: چند دقیقه قبل از بازی، پیشگو، پیش‌بینی می‌کند که بازیکن، جعبهٔ B را به تنهایی انتخاب می‌کند یا هر دو جعبه را با هم. اگر پیشگو، پیش‌بینی کند که او هر دو جعبه را با هم برمی‌دارد، در داخلِ جعبهٔ B، هیچ پولی گذاشته نمی‌شود. اما اگر او پیش‌بینی کند که بازیکن، تنها جعبهٔ B را برمی‌دارد، آن‌گاه در جعبهٔ B مقدار، ۱٬۰۰۰٬۰۰۰ دلار پول قرار خواهد گرفت.
زمانی که بازی شروع می‌شود و از بازیکن خواسته می‌شود که جعبه‌اش را انتخاب کند، پیشگو از قبل پیش‌بینی‌اش را کرده و محتوایِ جعبهٔ B، از قبل در آن قرار گرفته است. به عبارتی در شروعِ بازی، جعبهٔ B یا محتویِ ۱ میلیون دلار پولِ نقد، یا خالی است و دیگر پیشگو، نمی‌تواند محتویِ جعبهٔ B را تغییر دهد. پیش از شروعِ بازی، بازیکن از تمامِ قانون‌هایِ آن خبر دارد و می‌داند که محتویِ جعبهٔ B، از پیش چگونه تعیین شده و اینکه پیش‌بینیِ پیشگو، خطاناپذیر است. تنها چیزی که او از آن خبر ندارد، پیش‌بینی‌ای است که پیشگو کرده و به عبارتی اینکه جعبه خالی است یا نه. در چنین شرایطی بازیکن چه تصمیمی خواهد گرفت و چه کار خواهد کرد؟ 

## استراتژی نظریه بازی ها(game theory)
| پول بدست آمده | انتخاب فرد | پیشبینی پیشگو |
| ------------- | ---------- | ------------- |
| ۱۰۰۰          | A,B        | A,B           |
| ۰             | B          | A,B           |
| ۱۰۰۱۰۰۰       | A,B        | B             |
| ۱۰۰۰۰۰۰       | B          | B             |

نظریه‌ی بازی‌ها برای این مسئله دو روش پیشنهاد می کند که بر اصول متفاوتی سوار شده‌اند. روش مطلوبیت انتظاری و استراتژی غلبه .به این مسئله پارادوکس می گویند زیرا که این دو روش بیان شده دو پاسخ متفاوت به این مسئله می دهند که، انتخاب کدام حالت پول بیشینه را می دهد.
- اگر با اصول مطلوبیت انتظاری به سراغ این مسئله برویم با این فرض که پیشگو همیشه درست پیش بینی می‌کند یا اکثر اوقات درست پیش‌بینی می کند، از لحاظ آماری انتخاب جعبه ی B پول بیشینه را به ما می دهد.
- اگر با اصول استراتژی غلبه به سراغ این مسئله برویم،طبق این استراتژی باید آن چیزی را انتخاب کنیم که همیشه بهتر است، انتخاب جفت جعبه های A,B همیشه برای ما ۱۰۰۰ دلار بیشتر از انتخاب جعبه ی B دارد چون پیشگو پیش‌بینی خود را انجام داده است و پول را یا گذاشته است و یا نگذاشته است.

دیوید وولپرت و گریگوری بنفورد ادعا می کنند که هیچ تضادی بین این دو پاسخ نیست زیرا که مسئله نیوکامب در باطن دو مسئله ی متفاوت احتمالاتی را بیان می کند و هر کدام از دو روش بالا دو مسئله‌ی متفاوت را حل می کنند.

## اراده‌ی آزاد
| پول بدست آمده | انتخاب فرد | پیشبینی پیشگو |
| ------------- | ---------- | ------------- |
| 1000          | A,B        | A,B           |
| 1,000,000     | B          | B             |

مسئله ی اراده ی آزاد در این مسئله وقتی مطرح می شود که پیشگوی مسئله پیش‌بینی‌اش کاملاً درست باشد و قابلیت خطا کردن نداشته باشد. نوزیک با بیان این که پیشگوی‌مان تقریباً در اکثر اوقات درست پیش بینی کند از این مشکل دوری کرد.همچنین نوزیک بیان کرد اگر پیشگو پیشبینی کند که بازیکن مورد نظر به صورت تصادفی انتخاب می کند در خانه ی B پولی را قرار نمی‌دهد.این مسئله باعث می شود که مسائل تصادفی و غیر قابل پیشبینی بر روی بازی و انتخاب‌مان تاثیر نگذارد.حال اگر پیشگو همیشه درست پیش‌بینی کند و قابلیت اشتباه کردن نداشته باشد، باعث می شود که مسئله‌مان تنها دو حالت داشته باشد، حالتی که هم بازیکن و هم پیشگو A,B را انتخاب کرده باشند و یا هر دو B را انتخاب کرده باشند و در این حالت حل مسئله بسیار بدیهی است، چون بدیهتا با انتخاب B سود حداکثر اخذ می شود. دقت کنید که در این حالت اصلاً امکان گرفتن ۰ دلار و ۱۰۰۱۰۰۰ دلار وجود ندارد.

## تاثیر گذاشتن بر روی پیشگو
سیمون برگس بیان می کند که مسئله‌مان دو قسمت دارد. قسمت اول قسمتی است که پیشگو(مثلاً کامپیوتر) در حال جمع آوری اطلاعات برای انجام پیش‌بینی است. مثلاً پیشگویی که پیش‌بینی‌اش بر اساس اسکن گرفتن از مغز بازیکن، قبل از شروع بازی است. نکته مهم اینجاست که وقتی بازیکن در این مرحله قرار دارد این توانایی را دارد که بر روی پیش‌بینی پیشگو تاثیر بگذارد. قسمت دوم مسئله‌مان هم بعد از تمام شدن قسمت اول است وقتی که پیشگو دیگر پیش‌بینی اش را کرده است. برگس بیان می کند که مشخصا قسمت اول مسئله بسیار مهم تر از قسمت دوم مسئله است زیرا که در قسمت اول شما می توانید بر روی پیشبینی پیشگو تاثیر بگذارید و به نوعی مشخص کنید که درون جعبه ی B پولی قرار بگیرد یا نه، اما وقتی وارد مرحله دوم بشویم بهترین کاری که می توانیم بکنیم بردن ۱۰۰۰ دلار پول درون جعبه ی A است.
حال وقتی بازی به این صورت است، بهترین کاری که می تواند صورت بگیرد این است که بازیکن‌مان وقتی در مرحله ی اول است، تعهد خودش را به انتخاب جعبه ی B نشان دهد و هیچ قصدی برای تغییر نظر خود نشان ندهد. حال به محض اینکه وارد قسمت دو میشویم بهترین انتخاب این است که جفت جعبه ها را انتخاب کنیم ولی بازیکن‌مان تنها جعبه B را انتخاب می کند زیرا که بازیکن‌مان انتخابش را کرده است و دیگر توانایی تغییر نظر خود را ندارد، با این حال برگس مکرراً تاکید می کند که اصلاً در مورد اینکه بازیکن باید نظرش را در مرحله ی دوم عوض کند یا نه صحبت نمی‌کند، بلکه موضوع آن جاست که بازیکن‌مان نباید در قسمت اول از خودش تردید نشان دهد زیرا باعث می شود که ۱۰۰۰۰۰۰دلار را از دست بدهد.

## هوشیاری ماشین
پارادوکس نیوکامب همچنین می تواند به مسئله هوشیاری ماشین ها مرتبط شود. مخصوصا موقعی که شما یک شبیه سازی کامل از ذهن بازیکن‌مان داریم. حال فرض کنید پیشگوی‌مان پیش‌بینی‌اش را با استفاده از آن ماشین شبیه ساز انجام دهد و مسئله را روی آن انجام دهد و نتیجه ی آن را به عنوان پیش‌بینی‌اش اعلام کند. حال در این حالت بازیکن‌مان نمی‌تواند بگوید که آیا دارد در یک دنیای واقعی این بازی را انجام می دهد و یا بازی در یک دنیای مجازی در گذشته انجام شده است.